# Kuștau
Kuștau (în bașchiră Ҡуштау – „muntele de aburi”) sau muntele Dolgaia este unul dintre șihan-urile Bașkortostanului – „șihan” fiind numele dat dealurilor izolate caracteristice acestei regiuni. Este situat în regiunea Ișimbai, la 18 km est de orașul Sterlitamak și la 140 km sud de capitala Ufa. Este un monument al naturii, inclus în lista obiectelor de patrimoniu geologic cu semnificație mondială „Geosites” sub auspiciile Asociației Europene pentru Protecția Patrimoniului Geologic ProGEO.
Face parte dintr-un lanț de patru șihan-uri din preajma Sterlitamak, celelalte trei fiind Toratau, Iuraktau și Șahtau (cel din urmă a fost distrus). Lanțul a fost inclus în proiectul „Șapte minuni ale Rusiei” cu numele „Șihanî” («Шиханы» – „Șihan-uri”).
La fel ca restul șihan-urilor, Kuștau provine din permianul inferior (paleozoicul târziu) și este rămășița unui recif masiv format în urmă cu peste 230 de milioane de ani în Oceanul Ural.
Administrativ, obiectivul este amplasat în Gospodăria silvică Makarov, ocolul silvic Urneak, parcelele 1, 2, 6, 10 (și parțial 7, 11).
În 2020, intenția companiei de producere a sodei „Bașkirskaia sodovaia kompaniia” de a valorifica zăcămintele de calcar din acest loc a provocat proteste masive. La 2 septembrie 2020, Kuștau a primit statutul de zonă naturală ocrotită strict – monument al naturii.

## Caracteristici fizico-geografice

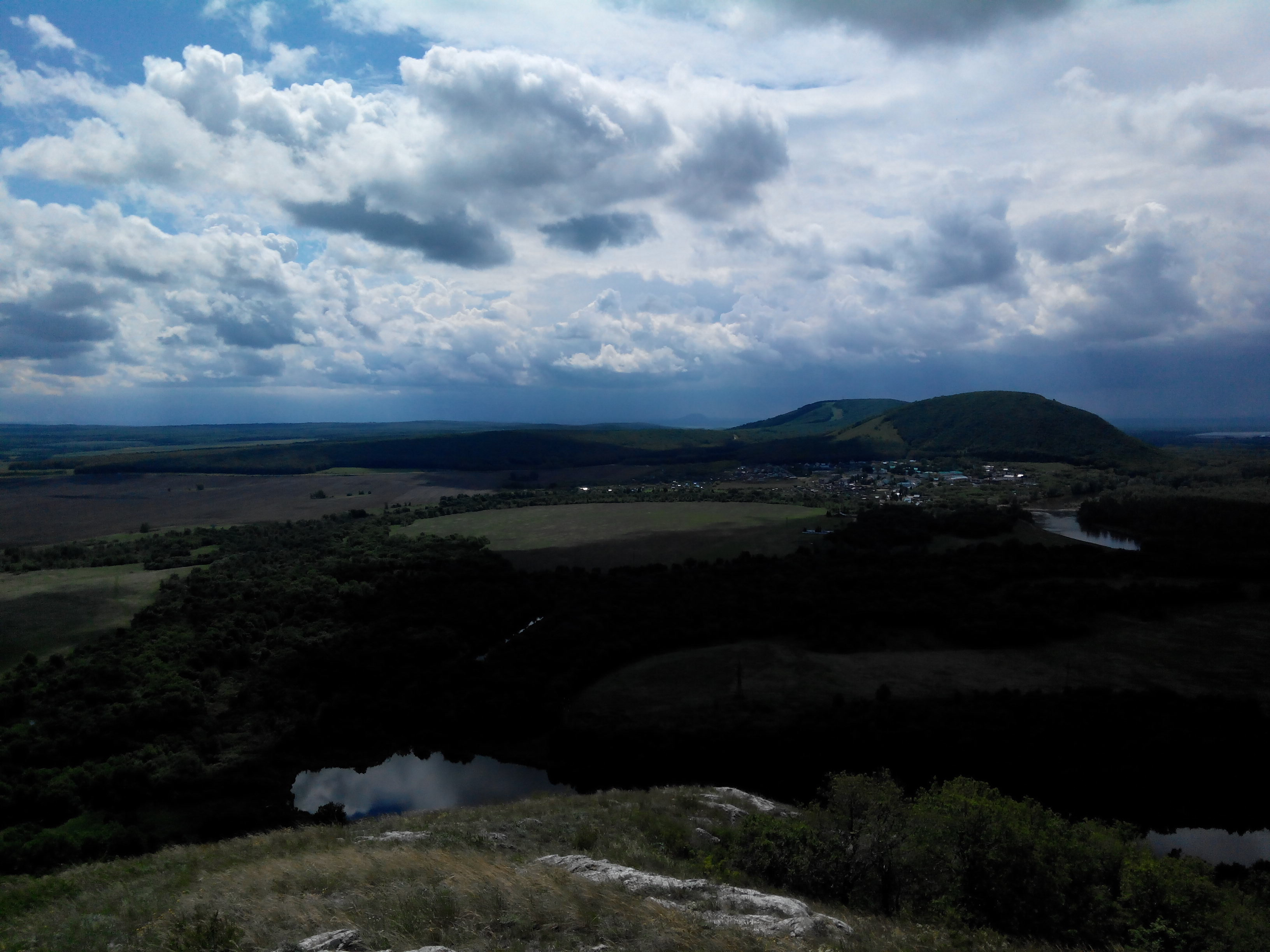
Vedere generală

Altitudinea în raport cu nivelul mării este de 357 m. De la poale până la vârf înălțimea constituie 251 m. Are forma unei creste cu două cocoașe, poziționate pe aceeași longitudine. Cel de-al doilea vârf are o altitudine de 244 m.
Măsoară 4 km în lungime, iar lățimea variază între 0,7 km și 1,4 km. Panta meridională este caracterizată de stepă pietroasă, cu creste rotunjite, alungite de-a lungul pantei și cu o râpă în mijloc. Crestele au pe alocuri un strat neînsemnat de sol necalitativ, pe care crește vegetație de stepă.
La vest și la sud, poalele sunt scăldate de apele râului Belaia.
În prezent, pe o rază de 3 km în jurul Kuștau există următoarele sate: Șihanî, Urneak, Belskoe, Vișniovka, Zabelskoe, Alatana, Koseakovka, Șahtau.

## Geologie
Formațiunea geologică face parte din masivele recifului permian inferior (paleozoicul târziu) care se întind de la Oceanul Arctic până la Marea Caspică de-a lungul munților Ural. Conține o mulțime de fosile ale diferitor reprezentanți ai lumii organice din permian. Vârsta muntelui este de 285 de milioane de ani, cifră calculată prin metode radiologice. La șihan-urile precum Kuștau, fosilele au fost împinse la suprafață ca urmare a mișcărilor tectonice, în timp ce pe restul recifurilor sunt acoperite sau slab decopertate.

## Arheologie
Regiunea din jurul Kuștau este locuită de mult timp. Săpăturile arheologice au scos la iveală artefacte din „provincia metalurgică eurasiatică”, contemporane sitului Arkaim.
La Kuștau au fost descoperite următoarele situri arheologice:
- Satul Kuș-tau, atribuit primei jumătăți a mileniului I, este situat pe versantul sudic al muntelui. A fost descoperit de K. V. Salnikov. Conține fragmente de vase cu pereți groși; unele sunt ornamentate cu crestături pe margini. Este un monument arheologic de însemnătate regională.[11]
- Stațiunea Kuș-tau, atribuită Culturii Kurmantau (secțiunea V), este situată pe versantul vestic, la 600-700 m distanță de poalele din sud. Suprafața de 1.600 m2 este acoperită de vegetație ierboasă. Au fost descoperite cioburi, obiecte de silex și de artizanat. Este un monument istorico-cultural de însemnătate federală.[11][12]
- Comoara Kuștau din epoca bronzului a fost descoperită în 1945 pe malul drept al râului Belaia, la adâncimea de 1,6 m. Au fost identificate o serie de obiecte (în mare parte arme) confecționate din bronz.[13]

## Turism
Șihan-urile au fost incluse în cartea „Cele mai frumoase 50 de locuri din Rusia” (2011).
Pe versantul estic sunt amplasate traseele complexului de schi Kuștau. La poale se află casa de odihnă „Șihanî” din Sterlitamak și baza de odihnă „Alga”. În perioada sovietică, în jurul Sterlitamakului au fost construite câteva tabere de pionieri.

## Ocrotirea naturii

### Biodiversitate

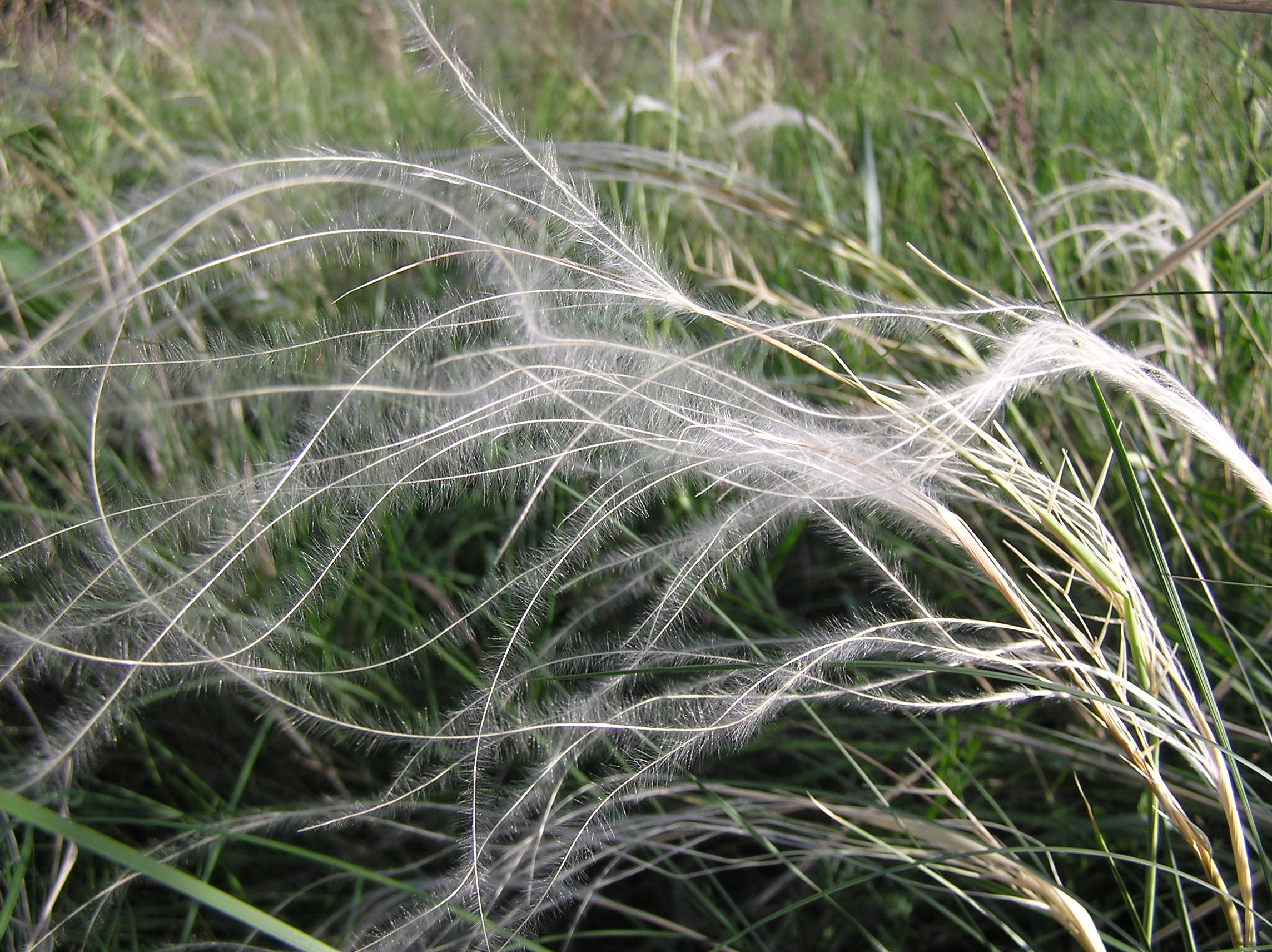
Stipa pennata

Pe Kuștau cresc șase specii de plante din Cartea Roșie a Rusiei: cinci de categoria III și una de categoria I (Thymus cimicinus⁠(d)).
Tot în Cartea Roșie a Rusiei sunt incluse opt specii de animale care locuiesc pe Kuștau: una de categoria III (scoicarul) și șapte de categoria II (eretele alb, acvila de câmp, rădașca, Osmoderma eremita⁠(d), Parnassius mnemosyne⁠(d), Bombus armeniacus⁠(d), Xylocopa valga⁠(d)).
În apropiere de Kuștau a fost colectate două gărgărițe rare: un exemplar de Ceratapion transsylvanicum:p. 92 și altul de Ceutorhynchus potanini.:p. 96
În registrele de conservare a biodiversității, precum Cartea Roșie a Republicii Bașkortostan, Cartea Roșie a Rusiei și Lista roșie a IUCN, se regăsesc peste 40 de specii de animale și plante de pe Kuștau. Numărul mare de specii rare și biodiversitatea bogată se explică prin amplasarea Kuștau în raport cu așezările omenești. Acestea îl înconjoară din toate părțile, creând o „insulă” a biodiversității. Pentru multe specii de animale și plante, acest șihan este un refugiu de factorul antropic.

### Statut de protecție
Kuștau este considerat o arie naturală valoroasă. Conducerea Republicii Bașkortostan a dat aviz pozitiv înființării unei zone naturale ocrotite strict de importanță republicană – un monument al naturii cu suprafața de 300 ha „M. Kuș-tau”.
Lanțul de șihan-uri din preajma Sterlitamak, din care face parte și Kuștau, este inclus în Lista patrimoniului geologic cu semnificație mondială „Geosites”, întocmită de Asociația Europeană pentru Conservarea Patrimoniului Geologic ProGEO.
În perioada 4-11 iunie 1989, în orașele Ufa, Sterlitamak și Ișimbai s-a desfășurat cea de-a șaptea sesiune paleoecologic-litologică „Formațiuni de recif permian în sudul Uralului”. Participanții conferinței au recomandat Comitetului de Stat pentru Protecția Naturii din URSS și RSFSR să acorde șihan-urilor Tratau, Iuraktau și Kuștau statutul de monumente ale naturii de tip geologic de însemnătate unională.
În 2018, președintele Uniunii Internaționale a Științelor Geologice, Roland Oberhansli, a vizitat șihan-urile de la Sterlitamak, promovând măsuri de conservare a acestor munți.

### Planurile de exploatare minieră și protestele din 2020
La sfârșitul anului 2018, președintele interimar al Republicii Bașkortostan Radi Habirov a declarat că Kuștau ar putea fi oferit spre exploatare companiei de extracție „Bașkirskaia sodovaia kompaniia”, în ciuda recomandărilor specialiștilor în finanțe de a utiliza, în locul șihan-urilor, zăcămintele de la Hudolazovsk din preajma orașului Sibai.
În perioada 25-28 martie 2019, în Bașkortostan s-a desfășurat o ședință a Consiliului privind drepturile omului din Rusia, în cadrul căreia a fost adusă în discuție problema conservării Kuștau. Între timp, în luna iunie a aceluiași an, locuitorii satului Urneak au înregistrat un clip video adresat președintelui Rusiei Vladimir Putin, în care l-au rugat să înființeze o arie protejată în jurul șihan-ului Kuștau. La 6 august, Consiliul pentru drepturile omului a emis o serie de recomandări:
- Ministerului resurselor naturale și ecologiei a Federației Ruse să analizeze posibilitatea înființării parcului național „Bașkirskie șihanî” («Башкирские шиханы» – „Șihan-ii Bașkiriei”), care să includă Kuștau, Tratau și Iuraktau
- companiei „Bașkirskaia sodovaia kompaniia” să caute locuri alternative de exploatare minieră
- conducerii Republicii Bașkortostan să declare Kuștau drept monument al naturii și să îl includă în cadrul viitorului parc geologic „Tratau”.

În iunie 2020, compania „Sîrevaia kompaniia”, o companie-fiică a „Bașkirskaia sodovaia kompaniia” (BSK), a încheiat un contract de arendă a unui sector de pădure de pe Kuștau cu scopul declarat de a efectua cercetări geologice. Cea de-a doua parte semnatară era Ministerul silviculturii al Bașkortostanului. La 3 august, au demarat lucrări de defrișare a pădurii. Activiștii de mediu au chemat imediat poliția, iar defrișarea a încetat. În ziua următoare, angajații BSK au revenit la drujbe, de data aceasta fiind însoțiți de angajații unei firme de pază particulară. Au fost împiedicați din nou de activiști, care spre seară au instalat corturi. La 6 august au avut loc primele confruntări ale activiștilor cu poliția, unii din ei au fost arestați. La 9 august activiștii au format un lanț uman în jurul șihan-ului; numărul lor a fost estimat de diferite surse între 1.500 și 5.000 de oameni. Seara, când majoritatea din ei au plecat acasă, la fața locului au apărut mai multe automobile fără numere de înmatriculare, din care au ieșit mai mulți bărbați cu constituție fizică dezvoltată. Mercenarii i-au luat la bătaie pe activiști și le-au distrus corturile.
La 15 august, la Kuștau au sosit aproximativ 200 de angajați ai firmelor de pază particulară; între aceștia și activiștii de mediu au avut loc noi ciocniri. Poliția a reținut 70-90 de oameni. 34 de persoane au fost pedepsite administrativ cu 15 zile de arest. Autoritățile au raportat victime în ambele tabere.
La 16 august, activiștii au revenit înarmați cu lopeți și pietre, au alungat paznicii, au distrus gardurile instalate și și-au refăcut corturile. În aceeași zi, la fața locului a venit conducătorul Bașkortostanului Radi Habirov, care a promis că lucrările de exploatare a muntelui Kuștau vor fi încetate și se va căuta o soluție de compromis. Habirov a adresat o cerere Ministerului resurselor naturale și ecologiei a Federației Ruse de a declara șihan-ul Kuștau drept zonă naturală ocrotită strict de însemnătate regională.
În soluționarea conflictului s-au implicat autoritățile centrale. O comisie, formată printr-un decret al președintelui Vladimir Putin, a verificat legalitatea privatizării BSK.
Într-un final, la 2 septembrie 2020 șihan-ul Kuștau a fost declarat zonă naturală ocrotită strict de însemnătate regională.